# 持久戦
持久戦（じきゅうせん protracted warfare）とは敵の戦闘力の撃滅ではなく、自己保存を主な目的とした作戦・戦闘をいう。決戦の対義語。

## 概要
持久戦は陸上作戦の主要な形態の一つである。持久戦の特徴は自己の戦闘力を維持するために決戦を回避・延期するという劣勢側の優勢側に対する作戦である。一般的に決戦に従属する作戦であるため、別正面の作戦を支援する作戦である場合や、時間的猶予を得るための作戦などがある。
一般的に、敵地に侵攻して戦闘しなければならない攻撃側に対し、防御側は城や要塞、陣地などの防御施設を利用することができるため、攻撃側よりも有利に戦うことが出来る。よく、攻撃側は防御側の3倍の兵力が必要であるとか、城攻めは下策などと言われるのはそのためである。そこで劣勢側は防御に回って時間を稼ぎ、援軍の到着や攻撃側の疲労・士気の低下などを待ったり、あるいは少数の部隊でより多くの敵部隊を足止めするなどの持久戦が行われることとなる。
また、持久戦となり戦闘が長期間に及ぶと、その間、水や食糧、武器弾薬の類を補給し続けなければならず、士気も低下しがちになる。そこで、たとえ戦力的に優勢であっても、自陣の補給能力が高く相手側の補給能力が低い場合には、戦力の消耗を避けるためにも持久戦に持ち込まれることがある。例えば城攻めに際して、籠城する相手に強引に攻め寄せるのではなく、周囲を包囲して相手の補給路を断ち、降伏を待つなど。

## 将棋での持久戦
将棋では、自陣の守りをきっちり固めてから攻めに転じる戦法。守りは強固となるが、相手側にも守りを強固にさせてしまう可能性が高い。仕掛け（開戦）のタイミングは遅くなり、長手数の将棋になることが多い。それに対して急戦は、囲いは最小限に済ませて攻撃の方を優先させる戦い方である。

## ゲリラ戦との関係
ゲリラ戦は時に何年も行われることから、持久戦と関連付けられて論ずることがある。毛沢東が著した、『遊撃戦論』では、根拠地を中心としたゲリラ戦は戦略的持久戦の過程であるとしている。

## 指導者、及び著書
持久戦戦指導者、時にゲリラ戦指導者などが伝記や、その戦術を著した本を出版するときがある。特に毛沢東が著した『持久戦論』『遊撃戦論』、チェ・ゲバラが著した『ゲリラ戦争』が知られている。

主な指導者
- 毛沢東(→抗日戦争)
- チェ・ゲバラ
- 八原博通(→沖縄戦)